# Kappa Reticuli
Kappa Reticuli (κ Reticuli, förkortat Kappa Ret, κ Ret) som är stjärnans Bayerbeteckning, är en dubbelstjärna belägen i den västra delen av stjärnbilden Rombiska nätet. Den har en skenbar magnitud på 4,71 och är synlig för blotta ögat där ljusföroreningar ej förekommer. Baserat på parallaxmätning inom Hipparcosuppdraget på ca 46,1 mas, beräknas den befinna sig på ett avstånd på ca 71 ljusår (ca 22 parsek) från solen. Baserat på dess rymdhastighetskomponenter ingår stjärnan i stjärnhopen Hyaderna som delar en gemensam rörelse genom rymden.

## Egenskaper
Primärstjärnan Kappa Reticuli A är en gul till vit stjärna i huvudserien av spektralklass F3 V. Den har en massa som är omkring 30 procent större än solens massa, en radie som är omkring 10 procent större än solens och utsänder från dess fotosfär ca 5 gånger mera energi än solen vid en effektiv temperatur på ca 6 800 K. 
Houk och Cowley (1978) katalogiserade den gula primärstjärnan som en stjärna av spektraltyp F med blandade egenskaper hos en huvudseriestjärna och en mer utvecklad underjättestjärna. Senare listade Gray et al. (2006) den med spektralklass F3 V,  som anger att den är en ren huvudseriestjärna av spektraltyp F. Den emitterar ett statistiskt signifikant överskott av infraröd strålning, vilket tyder på närvaro av en omgivande stoftskiva.  Följeslagaren Kappa Reticuli B är en orange stjärna av spektraltyp M1 med en skenbar magnitud på 10,4 separerad med 54 bågsekunder från primärstjärnan.